# Marco Aurelio Escauro
Marco Aurelio Escauro (en latín, Marcus Aurelius Scaurus; m. 105 a. C.) fue un político y militar romano del siglo II a. C.

## Carrera política
Fue elegido cónsul para el año 108 a. C. para sustituir al consul designatus Hortensio después de que este fuese considerado no apto para el cargo. En 105 a. C. fue legado consular durante la guerra cimbria, donde fue derrotado y capturado. Conducido ante los líderes de los cimbrios, los advirtió de no cruzar los Alpes y de no intentar someter a los romanos, y fue ejecutado inmediatamente por Boiorix, uno de los cabecillas. Es llamado erróneamente cónsul por Veleyo Patérculo, en lugar de consularis.